# Rhyacophila tricornuta
Rhyacophila tricornuta là một loài Trichoptera trong họ Rhyacophilidae. Chúng phân bố ở miền Tân bắc.